# Marie-Anne Desmarest
Pour les articles homonymes, voir Desmarest.
Marie-Anne Desmarest, née Léontine Anne Marie During à Mulhouse le 17 mai 1904 et morte dans le 14e arrondissement de Paris le 2 mars 1973, est une romancière française, autrice de romans sentimentaux. L'une de ses œuvres les plus populaires est Torrents (1938), vendue à plus d'un million d'exemplaires. 

## Biographie
Fille de négociants de Mulhouse, elle est mise par ses parents en pension à Champel (Suisse). Ses livres rencontrent des gros succès de vente, elle vend plus d'un million d'exemplaires de Torrents.
Elle épouse en premières noces Henri Desmarest en 1925, le mariage prend fin en 1938. Puis, elle rencontre son second mari, prisonnier de guerre qui vient d'être libéré, en 1943.

## Publications
- Le Havre de Grâce, Maréchal, 1944
- La Passion de Jeanne Rieber, 1er prix de l'Alsace littéraire, Denoël, 1935
- Torrents, Denoël, 1938, prix Max-Barthou de l'Académie Française en 1939
- L'Autel renversé, Denoël, 1941
- Jan Yvarsen, suite de Torrents, Maréchal, 1945
- Vague de fond, Denoël, 1945
- Poèmes pour toi, Denoël
- Saisons..., Denoël, 1947
- L'Holocauste, Denoël, 1948
- Confidences de Ninou, Denoël 1950
- Ombre sur le manoir, Denoël, 1953
- Châteaux en Espagne, Denoël, 1954
- Le domaine de Corlières, Denoël, 1954
- Le plus bel amour, Denoël, 1955
- Les Ramages, Denoël, 1955
- Aurore, Plon, 1952
- La Palmeraie, Denoël, 1956
- Cœurs et visages II - Oublie si tu peux, Denoël, 1956
- Douce-amère, Denoël, 1957
- Tourments, 1958
- L'Appel mysterieux, 1958
- La Maison des mouettes, 1958
- Dis moi qui tu aimes, Denoël, 1958
- Le Dernier amour de Jan, 1959
- Les remparts de Saint-Paul, Denoël, 1959
- L'Ennemi de Jan, 1960
- L'Île des sortilèges, 1966
- L'Homme de la colline, 1966
- Le Destin des Yvarsen, 1969
- La Croisiere inattendue, 1969
- La Flamme et l'ombre, 1970
- Jan et Thérèse, Denoël, 1959
- Le portrait de Violette Grandier, Denoël, 1960
- La jeunesse de Jan, Denoël, 1962
- Le secret de Sigrid, Denoël, 1965
- Les maisons adverses, Denoël, 1961
- Ravissante Sylvine, Denoël, 1964
- Le chant du Trollhättan, Denoël, 1964